# Пургарија Чепић
Пургарија Чепић (итал. Purgaria) су насељено место у саставу општине Кршан у Истарској жупанији, Хрватска. До територијалне реорганизације у Хрватској налазили су се у саставу старе општине Лабин.

## Становништво
Према последњем попису становништва из 2011. године у насељу Пургарија Чепић живело је 8 становника.
| година пописа  | 1857 | 1869 | 1880 | 1890 | 1900 | 1910 | 1921 | 1931 | 1948 | 1953 | 1961 | 1971 | 1981 | 1991 | 2001 | 2011 |
| бр. становника | 692  | 638  | 189  | 220  | 213  | 239  | 857  | 865  | 185  | 194  | 200  | 166  | 148  | 185  | 238  | 228  |

Напомена: У пописима 1857 и 1869. исказано под именом Чепић, 1880. 1890. и 1991. под именом Пургарија, 1910. под именом Чепић, 1948. Чепић Пургарија, а од 1953. до 1971. Пургарија Чепић. У 1857, 1869, 1921. и 1931. садржи податке за насеља Ланишће, Поље Чепић и Затка Чепић, а 1880. и 1890. део података насеља Поље Чепић.